# 葡萄牙王國
葡萄牙王國（葡萄牙語：Reino de Portugal）為存在於1139年至1910年、地处欧洲伊比利亚半岛西部的君主國。葡萄牙王國總共經歷了四個王朝，按先后顺序依次是勃艮第王朝、阿維斯王朝、哈布斯堡王朝、布拉干萨王朝。15世紀至20世紀葡萄牙拥有自己的殖民帝國——葡萄牙帝國。

## 誕生
自7世紀起，阿拉伯帝國的疆域便開始擴大至伊比利亞半島，基督教國家為了重新征服這片土地，便開展長達7個世紀的收復失地運動。11世紀末，基督教國家卡斯蒂利亞王國收復了今葡萄牙北部的一片土地，其國王阿方索六世便把這片土地封給女婿勃艮第的亨利，是為葡萄牙伯爵。
1112年，亨利去世，其子阿方索·恩里克斯便打算獨立，以擺脫和卡斯蒂利亞等基督教國家的臣屬關係。於是，阿方索開始與北方基督教國家及南部穆斯林國家進行作戰，並在1139年取得獨立，阿方索更自封為葡萄牙國王。自此，葡萄牙成為一個獨立王國，但北方的卡斯蒂利亞卻不承認它的獨立。1143年，在羅馬教廷的調停下，卡斯蒂利亞與葡萄牙簽署《薩莫拉條約》，卡斯蒂利亞正式承認葡萄牙的獨立地位，教宗亞歷山大三世亦在1179年承認葡萄牙的世俗國家地位。
爾後，阿方索便全力與南部的穆斯林作戰，先後收復了今葡萄牙的南部土地。1147年，在十字軍的幫助下，阿方索順利的攻佔里斯本。爾後的數十年，葡萄牙一直和穆斯林奮戰。1249年，葡萄牙國王阿方索三世收復南部的阿爾加威，完成了葡萄牙的收復失地運動，同時奠定今日葡萄牙的疆域。

## 發展
15世紀初，葡萄牙佔領了北非城市休達，自此開始了其殖民地的發跡。葡萄牙為了積極的推動航海事業，鼓勵航海家們進行探險。葡萄牙在整個十五世紀間，都不斷的進行海上探險活動，並建立一個又一個的殖民地，為葡萄牙帶來很大的利益。來自幾內亞的黃金更大大刺激葡萄牙王國的經濟，令葡萄牙獲得空前的繁榮。為此，葡萄牙更大力的推行殖民政策，以謀取更大的利益。
在鄂圖曼帝國扩张的同时，葡萄牙也不斷的進行海上探險，最終在1498年打通了葡萄牙和印度的航線，成為全歐洲第一個通過航路到達印度的國家。為了瓜分殖民地，葡萄牙和西班牙共同在教宗的見證下簽署《托德西利亚斯条约》，瓜分歐洲以外的世界。爾後，葡萄牙的國力達至頂峰，東至印度、西至大西洋亞速爾群島都成為葡萄牙帝國的版圖。此外，葡萄牙王國最早在1373年與英格蘭王國建立了英葡同盟，形成長久而穩定的外交關係。而這個同盟至今仍然生效，為有史以來最長久的同盟關係。兩者的關係密切，如在西班牙王位繼承戰爭中，葡萄牙就和英國合作共同反對法國。而在拿破崙戰爭中，英國和葡萄牙更表現出合作的關係。當法軍入侵伊比利亞半島時，英國馬上派兵增援葡萄牙，以抵抗法軍的入侵。雖然葡萄牙王國在1910年崩潰，但這個葡萄牙與英國的同盟關係仍然生效，直至今日。

## 衰落
對比起毗鄰西班牙的強大，以及荷蘭、英國等新興海上強權的崛起，葡萄牙的國勢在16世紀中葉開始滑落。1580年，西班牙國王費利佩二世兼領葡萄牙國王，兩國間形成君合國關係，葡萄牙王冠成為哈布斯堡家族所擁有的眾多王冠之一。雖然國家開始中衰，但西班牙卻對外連番遭到挫敗，先是無敵艦隊遭到英格蘭的重挫，以及和尼德蘭苦戰的八十年戰爭，再加上17世紀上半葉的三十年戰爭，都令西班牙元氣大傷。在1640年，若昂四世建立布拉干薩王朝，並於葡萄牙王政復古戰爭中獲勝，葡萄牙王國脫離西班牙哈布斯堡家族的統治。葡萄牙趁西班牙受挫的時候再次擴張其國力，並建立起巴西殖民地。挽回部分劣勢。然而，面對著其他新興的海上強權如荷蘭、英國等，葡萄牙的殖民地範圍開始萎縮，印度、錫蘭等地相繼被奪去。
面對殖民地遭到瓜分，葡萄牙王國便把重心放在巴西殖民中。經過發展後，巴西為葡萄牙帶了為數不少的黃金、寶石等財物，令葡萄牙王國的經濟再次振興。然而，巴西人民獨立之心卻日益熾熱，最後更在1822年取得獨立。此外，1755年葡萄牙里斯本發生的一場9级大地震，造成100,000人死亡，更令里斯本被夷為平地，經濟更形低落。

## 晚暮
18世紀末，法國大革命發生，由拿破崙領導的法蘭西第一帝國在1804年建立。不久後，半島戰爭打響。1808年伊比利亚半岛的葡萄牙本土被法国占领，王室迁都原為殖民地的巴西的里约热内卢。但不久，葡萄牙聯合英國打擊進犯的法軍，成功解除困境，1815年收復本土，首都复迁回里斯本。拿破崙戰爭以後，葡萄牙王國再次回復平靜。但是，在這段期間，國內民眾受到了法國大革命的薰陶，高呼對自由主義及民主主義的訴求。這引致葡萄牙君主專制派和立憲派在1828至1834年間發動了內戰。其後，專制派被擊敗，葡萄牙恢復了《1826年憲法》，確立二元君主制。
雖然頒布了憲法，但1889年登基的卡洛斯一世卻採取了高壓統治政策，並嚴厲鎮壓革命活動；加上葡萄牙在外交上遇上連串挫敗，使葡萄牙王室形象大打折扣。葡萄牙及其王室所面對的內憂外患不但使卡洛斯一世及其王儲路易斯‧菲利佩在1908年被刺殺，更促成了1910年的革命。1910年10月3日晚上，葡萄牙爆發了政變，末代國王曼努埃爾二世被廢黜，更被迫逃亡，葡萄牙第一共和國成立，葡萄牙王國自此滅亡。一些保王黨曾於1911年、1912年、1919年發動復辟君主制的行動，但皆以失敗告終。雖然葡萄牙成為共和國，但直至康乃馨革命后才真正實施民主憲政。

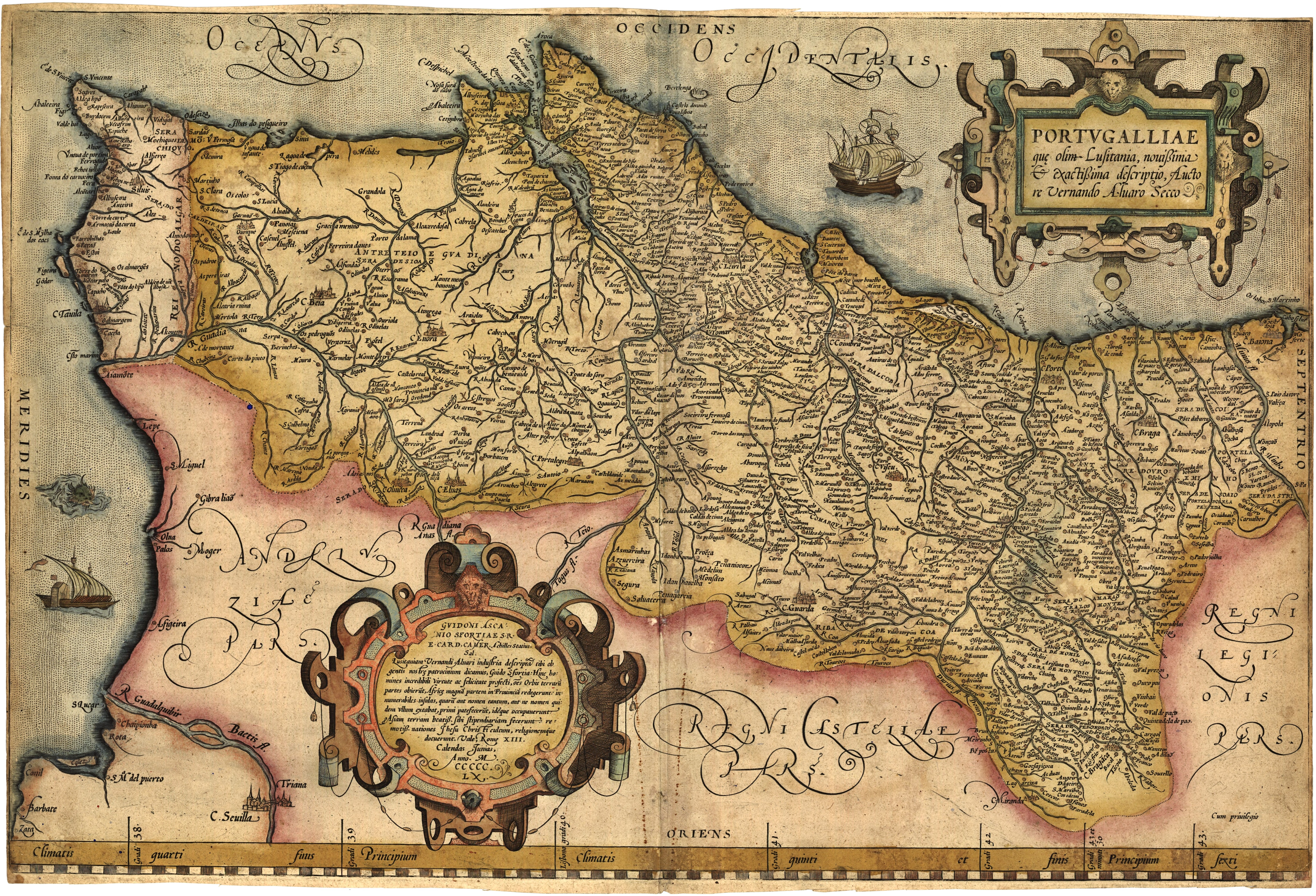
1561年時葡萄牙王國的版圖

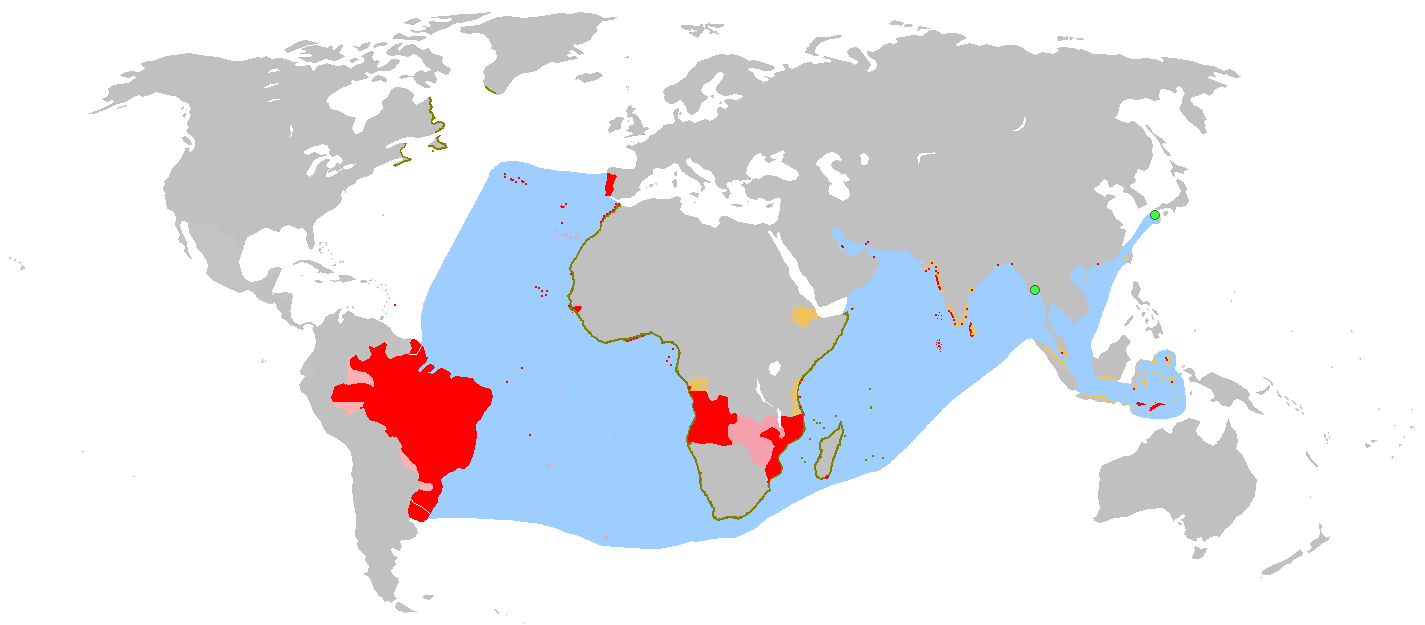
過去的葡萄牙帝國的地圖。

## 外部連結
- 葡萄牙簡史 （页面存档备份，存于）
- 葡萄牙著名國王簡史